# Friedrich Müller (poeta)
Friedrich Müller (Kreuznach, 13 gennaio 1749 – Roma, 23 aprile 1825) è stato un poeta, drammaturgo e pittore tedesco, conosciuto soprattutto per i suoi idilli in prosa dal tono leggermente sentimentale sulla vita di campagna.
Comunemente conosciuto come Maler Müller (cioè pittore Müller), studiò pittura a Zweibrücken, e nel 1774-1775 si stabilì a Mannheim, dove nel 1777 diventò pittore di corte.
Nel 1778 gli fu permesso di visitare l'Italia, dove restò per il resto della sua vita. Nel 1780 diventò Cattolico.
Fu influenzato sfavorevolmente dai suoi studi dei modelli italiani, e gradualmente lasciò la pittura per seguire la sua nuova vocazione: lo studio della Storia dell'Arte. Il suo spirito da cicerone era specialmente richiesto dai visitatori Tedeschi a Roma.

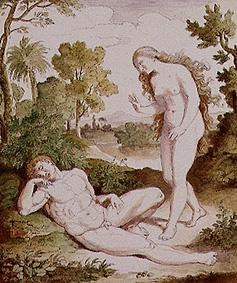
Adamo ed Eva

Prima di lasciare Mannheim tentò la via letteraria, sotto l'influsso dello Sturm und Drang. Un dramma lirico, Niobe (1778), attrasse poca attenzione, ma Fausts Leben dramatisiert (Situazione della vita del dottor Faust) si appellò allo spirito turbolento dell'epoca, e Gob und Genoveva (iniziato nel 1776, ma pubblicato solo nel 1801) fu una eccellente imitazione dell'opera di Goethe Götz von Berlichingen. Successivamente decise di seguire una via più indipendente nei suoi idilli: nei suoi Die Schafschur(1775), e Das Nusskernen (1811), in cui si emancipò dall'artificialità di Gessner, aggiunse un tocco di satira sulla vita quotidiana dei contadini tedeschi. Morì a Roma il 23 aprile 1825.